# Теория на конфликта
Теорията на конфликта е социална теория, която набляга на личната или груповата способност да упражнява влияние и контрол над другите и така да въздейства на социалния ред. Тя постулира, че индивидите и групите се борят, за да увеличат максимално облагите си, неизбежно допринасяйки за социалните промени като изменения в политиката и явни революции. Конфликтната теория проучва класовите конфликти като тези между пролетариата и буржоазията и противоположни идеологии като капитализъм и социализъм. Тя предполага, че продължителните борби съществуват сред всички различни аспекти на дадено общество. Тези борби не винаги включват физическо насилие; те могат да бъдат скрити усилия на всяка група или индивиди вътре в обществото, за да увеличат своята облага. Теорията има своите корени в критическата теория на Карл Маркс и интепретативната социология на Макс Вебер.
|  | Тази страница частично или изцяло представлява превод на страницата Conflict theory в Уикипедия на английски. Оригиналният текст, както и този превод, са защитени от Лиценза „Криейтив Комънс – Признание – Споделяне на споделеното“, а за съдържание, създадено преди юни 2009 година – от Лиценза за свободна документация на ГНУ. Прегледайте историята на редакциите на оригиналната страница, както и на преводната страница, за да видите списъка на съавторите. ВАЖНО: Този шаблон се отнася единствено до авторските права върху съдържанието на статията. Добавянето му не отменя изискването да се посочват конкретни източници на твърденията, които да бъдат благонадеждни. |